# Báthory utca (Budapešť)
Báthory utca je ulice v hlavním městě Maďarska, Budapešti. Leží v samotném středu města, v pátém obvodě. Spojuje ulici Bajcsy-Zsilinszky út s náměstím Kossutha Lajose západo-východním směrem. Její délka činí cca 430 metrů.

## Název
Ulice nese název podle knížete Štěpána Báthoryho.

## Historie
Ulice vznikla v souvislosti s rozšiřováním Budapešti. resp. Pešti severním směrem. Byla částečně severní ulicí nad budovou Újépület (kasáren), takto je zaznamenána na historických mapách z roku 1837. Zde se tehdy nacházel severní okraj města a komunikace ještě neměla žádný název. Na mapě z roku 1867 je nicméně celý prostor současné ulice již zastavěn a objevuje se i pod svým současným názvem. Okolo roku 1895 sem byla přivedena také tramvajová trať, která vedla od dnešního Západního nádraží k dunajskému nábřeží. Tramvajová trať zde přečkala i druhou světovou válku a zanikla později v souvislosti s rozvojem autobusové dopravy.

## Doprava
Jedná se o klidnou městskou ulici s širokými chodníky, stromořadím a dvěma jízdními pruhy v každém směru.

## Významné objekty
- Batthyányho lampa.
- Pamětní deska Évy Szerencsi
- budova ministerstva spravedlnosti Maďarska